# Lista chorążych reprezentacji Mauritiusa na igrzyskach olimpijskich
Lista chorążych reprezentacji Mauritiusa na igrzyskach olimpijskich – lista zawodników i zawodniczek reprezentacji Mauritiusa, którzy podczas ceremonii otwarcia nowożytnych igrzysk olimpijskich nieśli flagę Mauritiusa.

## Chronologiczna lista chorążych
| Lp. | Rok i miejsce     | Chorąży           | Dyscyplina           |
| --- | ----------------- | ----------------- | -------------------- |
| 1   | 1984, Los Angeles | b.d.              |                      |
| 2   | 1988, Seul        | b.d.              |                      |
| 3   | 1992, Barcelona   | b.d.              |                      |
| 4   | 1996, Atlanta     | Khemraj Naïko     | Lekkoatletyka        |
| 5   | 2000, Sydney      | Michael Macaque   | Boks                 |
| 6   | 2004, Ateny       | Michael Medor     | Boks                 |
| 7   | 2008, Pekin       | Stéphan Buckland  | Lekkoatletyka        |
| 8   | 2012, Londyn      | Natacha Rigobert  | Siatkówka plażowa    |
| 9   | 2016, Rio         | Kate Foo Kune     | Badminton            |
| 10  | 2020, Tokio       | Richarno Colin    | Boks                 |
| 10  | 2020, Tokio       | Roilya Ranaivosoa | Podnoszenie ciężarów |